# BBC Radio 5 Live
BBC Radio 5 Live は、 BBCが所有および運営する英国の国営ラジオ局である。 主にニュース、スポーツ、討論、インタビュー、電話インタビューなどを放送する。 英国でスポーツを放送する主要な BBC ラジオ局であり、英国で開催される、または英国人が参加するほぼすべての主要なスポーツイベントを放送している。
Radio 5 Liveは、1990年8月27日に開始されたオリジナルのRadio 5の再配置として1994年3月に開始された。 中波693kHzと909kHzのAMアナログラジオ、およびデジタルラジオ、テレビ、 BBC Soundsを通じてデジタルでも放送している。 権利上の制限により、一部のイベント、特にライブスポーツの放送はオンラインでは利用できないか、英国内の放送に限定されている。
この放送局はBBC北部支局の一部門で、グレーター・マンチェスターのサルフォードにあるメディアシティUKから放送している 。
RAJARによれば、同局は2024年9月時点で毎週601万人の視聴者に放送しており、聴取シェアは3.5%となっている